# リュビシャ・サヴィッチ
リュビシャ・マウゼル・サヴィッチ (Ljubiša_Savić, セルビア語:Љубиша Маузер Савић, 1958年8月11日 - 2006年6月7日) は、ユーゴスラビア紛争・ボスニア・ヘルツェゴビナ紛争時のスルプスカ共和国の軍人、政治家。
スルプスカ国民とセルビア国民から慕われ、「マウゼル」と呼ばれた。

## 生涯
サヴィッチは1958年、チトー政権下のユーゴスラビアのボスニア・ヘルツェゴビナ社会主義共和国のビイェリナで生まれた。
サヴィッチはボスニア紛争以前、ビイェリナでソーシャルワーカーとして働いていた。
1992年、ボスニア・ヘルツェゴビナ社会主義共和国政府がセルビア人のボイコットの中で独立を問う国民投票を強行。結果的に賛成多数で可決された。これにセルビア人共同体、クロアチア人共同体は独自の政府(スルプスカ共和国、ヘルツェグ＝ボスナ・クロアチア人共和国)を立てて対抗。両国はクロアチア、セルビア(ユーゴスラビア連邦)からそれぞれ支援を受けていた。スルプスカ共和国においては、ユーゴスラビア人民軍撤退の一部が撤退後も留まり、新生スルプスカ共和国軍に加わった。サヴィッチは共和国軍の戦車部隊であった、ガルダ・パンテリの指揮にあたった。
彼はセルビア義勇親衛隊やの民兵部隊と違い略奪、虐殺などには絶対に関与しなかった。それは故郷であるビイェリナでもそうであった。しかし彼が故郷のビイェリナを解放した際、セルビア人民兵部隊によってビイェリナ大虐殺が起こり、48人から78人のボシュニャク人が虐殺された。
また彼は紛争中には包囲されていた町の解放にも成功している。
1992年、彼はバトコヴィッチ捕虜収容所の指揮を務めた。ここでは1,200～1,700人の非セルビア人と民間人が虐待されており、それが原因で死亡する人々もいた。
戦後、彼はビイェリナの警察署長を務めた。彼は共和国に蔓延していた汚職の絶滅を目指した。その中で当時の大統領であったラドヴァン・カラジッチの支持者、閣僚、政府高官なども対象として逮捕していった。この行為によって彼に対する敵対者は確実に増えていった。その中でも彼の腐敗に対する嫌悪感は非常に強く、1998年にはカラジッチの顧問だったジョヤ・ティントルすらも逮捕した(のちに上司の圧力で釈放したものの、しかし努力をやめることはなかった)。
彼はまたビイェリナのセルビア民主党の創設メンバーとなったものの、1996年に脱退し、自身の政党である民主党(DS)を立てている。9月14日には彼と他の党員が当選。スルプスカ議会への参加権を得た。また彼はビリャナ・プラヴシッチの腐敗防止キャンペーンを支援した。
1998年7月、彼は車に仕掛けられた爆弾による爆殺未遂事件が起きた。彼は死を逃れたものの、2人の仲間が死亡し、これを始めとして立て続けに暗殺未遂事件が起きた。サヴィッチの親友であったスルジャン・クネジェヴィッチも、ミロヴァン・ビェリツァに捕まえる際にパレの郊外で殺害された。
さらに、再びカラジッチの支持者7人を逮捕した(ただし拷問の申し立てがあったため釈放された。)。これはさらなる敵を作り出した。
そして2000年6月7日、彼は年配の女性の護衛にあたる中、駅の近くで車内で射殺された。自動小銃から13発射撃された中の6発が彼に命中、即死であった。犯人はすでに殺人罪で有罪判決が出ており、非公式に釈放されていた。
彼の遺体はビイェリナ近郊の村のコヴァチチにおいて、親族と仲間が見守る中で埋葬された。